# Петриченко, Андрей Архипович
Андре́й Архи́пович Петриче́нко (27 февраля 1922, с. Андреевка, ныне Макаровский район, Киевская область — 30 марта 1945, Гросс-Петервиц, Германия) — командир орудия 1-го мотострелкового батальона 17-й гвардейской механизированной бригады 6-го гвардейского механизированного корпуса 4-й танковой армии 1-го Украинского фронта, старший сержант, Герой Советского Союза.

## Биография
Родился в крестьянской семье. Украинец. Окончив сельскую школу, работал в колхозе.
На фронтах Великой Отечественной войны с сентября 1941 года.
Осенью 1943 года механизированная бригада вела упорные бои по расширению плацдарма на западном берегу Днепра. На участок, где стояло орудие А. А. Петриченко, противник бросил в контратаку более тридцати танков. Командир орудия сержант А. А. Петриченко первыми выстрелами подбил три фашистские машины. Когда орудие было выведено из строя взрывом вражеского снаряда, А. А. Петриченко подбежал к соседнему орудию, весь расчёт которого погиб, и открыл огонь. Ещё два танка противника загорелись. Наши подразделения перешли в атаку и завершили разгром гитлеровцев.
На подступах к реке Чарна-Нида старший сержант А. А. Петриченко 14 января 1945 года из своего орудия подбил две вражеские «пантеры», истребил их экипажи. На другой день, отражая яростные атаки гитлеровцев, А. А. Петриченко уничтожил из своего орудия шесть огневых точек и до 25 вражеских солдат. Вечером того же дня А. А. Петриченко добрался до нашего танка Т-34, экипаж которого погиб. Он сделал 13 выстрелов из пушки, уничтожил два тяжёлых пулемёта, до 20 врагов и привёл танк на командный пункт батальона.
23 марта 1945 года в районе Штефансдорфа А. А. Петриченко вытащил из грязи немецкий танк «пантера», застрявший на нейтральной полосе. Находившийся вблизи другой немецкий танк открыл огонь. В завязавшейся дуэли А. А. Петриченко поджёг вражеский танк и, уничтожив выстрелами из пушки немецкий наблюдательный пункт, привёл «пантеру» в наше расположение.
30 марта 1945 года на окраинах ныне польской деревни Гросс-Петервиц шёл жестокий бой. А. А. Петриченко из своего орудия один за другим посылал снаряды в самую гущу фашистов. Гитлеровцы открыли шквальный огонь из станковых пулемётов, ранив А. А. Петриченко в грудь и в руку. Когда фашисты бросились вперёд, из-за лафета оружия показалась окровавленная фигура воина и по цепи атакующих хлестнула длинная автоматная очередь, затем прозвучали взрывы гранат. Гитлеровцы отступили. А. А. Петриченко получил третье ранение, которое оказалось смертельным. Он не отступил ни на шаг со своего боевого поста.
Указом Президиума Верховного Совета СССР от 27 июня 1945 года за мужество и героизм, проявленные в боях на Одерском плацдарме, старшему сержанту Андрею Архиповичу Петриченко посмертно присвоено звание Героя Советского Союза с вручением ордена Ленина и медали «Золотая Звезда».
Первоначально был похоронен в населённом пункте Клейн Грауден (ныне Grudynia Mała, гмина Павловички, Кендзежинско-козельский повят, Опольское воеводство, Польша). Позднее был перезахоронен на кладбище воинов Советской армии и военнопленных в городе Кендзежин-Козле.

## Память
- Именем Героя названа школа в родном селе.